# Éric Rondepierre
Éric Rondepierre (2. února 1950 – 2. listopadu 2024) byl francouzský vizuální umělec, fotograf, spisovatel a tvůrce videí. Na počátku 90. let se začal věnovat fotografické tvorbě ve vztahu k kinematografii.

## Životopis
Po maturitě z literatury strávil Éric Rondepierre několik měsíců v dílně Met v Penninghenu, než se zapsal na Univerzitu Paris-I na obor vizuální umění a poté na Beaux-Arts v Paříži. Zajímal se o literaturu a divadlo a večery trávil v kinotéce Palais de Chaillot. Po dokončení studií (magisterský titul z divadla u Witkiewicze, DSAP v kreslení) začal pracovat jako herec v různých divadelních a tanečních souborech. V roce 1980 se stal učitelem výtvarných umění na pařížském předměstí, kde se usadil. V roce 1985 začal malovat. Získal doktorát z estetiky na Les Yeux vertes od Marguerite Durasové pod vedením Dominique Nogueze (1988). V roce 1989 začal Éric Rondepierre ve sklepě, který sloužil jako jeho dílna, fotografovat filmové snímky, které viděl v televizi. Svou první výstavu (1992) financoval z peněz ze své poslední herecké přehlídky a podpory ministerstva kultury.
Zhruba dvacet let jeho práce spočívala v pořizování filmových snímků z kin nebo soukromých filmových archivů. Každá cesta do města byla předmětem archivního výzkumu, který končil vystavením série snímků ze „slepých míst kinematografického systému“, vybraných podle přísných pravidel. Tato reflexe obrazu, času a vnímání spojuje radikalitu a svůdnost, lehkost a hloubku. Régis Durand mluví o „ Tichém jansenismu ".
Měsíc po autorově první výstavě v roce 1992 v Michèle Chomette ji zakoupilo Muzeum moderního umění v New Yorku. Vystavoval na MoMA postupně v letech 1993 a 1995 a dále v Řecku, Španělsku, Itálii, Německu, Rakousku, Belgii, Kanadě, Švýcarsku, Švédsku, Brazílii, Chile, Argentině atd. Vystavovaly ho také Lyonské bienále (1995 a 2001), Centre Pompidou (2006 a 2008), Palais des Beaux-Arts v Bruselu ( zde, 2001), Villa Oppenheim (Berlín, 2008). Byla mu věnována dvě díla. První je esej Thierryho Lenaina („ Éric Rondepierre, umění rozkladu », ed. la Lettre purlé, Brusel, 1999), druhou monografii vydal Léo Scheer (Éric Rondepierre, Paříž, 2003).
Vystavoval na festivalu Rencontres d'Arles a v roce 2009 získal cenu Discovery.
Na začátku roku 2015 mu byly věnovány dvě výstavy současně. Jedna v Evropském domě fotografie, druhá v MABA. Při této příležitosti vyšla v nakladatelství Loco monografie s texty Catherine Milletové a Jacquese Rancièra.
Éric Rondepierre zemřel 2. listopadu 2024, bylo mu 74 let.

## Dílo
Ve své první sérii děl Excédents (1989–1993) představil černé (low key) snímky s titulky převzatými z původních verzí zahraničních filmových klasik. Výsledek je podobný jak rejstříku autobiografie, tak nácviku humorné odbočky.
V Les Annonces (1991) se autor zajímá o speciální efekty reklamních textů, které se formují v podobě upoutávek z 30. a 50. let. Celkem 24 sekund nečitelného a bílého textu, který vytvoří ve fotogramu a rediguje jeho absenci.
V roce 1993 získal stipendium od „ Villa Medicis za hradbami » prováděl výzkum v amerických filmových archivech. Do Paříže se vrátil s dekompozicí Précis de décomposition: výběr snímků němého kinofilmu degradovaných časem. Vydal svou první knihu přímo související s jeho dílem (Den, kdy Laura zemřela). Další následovaly. Moires (1998) v Montrealu a Les Trente étreintes (1997) v Bologni jsou založeny na stejné myšlence náhodného vztahu mezi obrazem a jeho degradovanou podporou. V roce 1996 byl jmenován docentem na Univerzitě Paříž 1 Panthéon-Sorbonne.
Na pozvání Francouzského institutu v Aténách v roce 1998 vytvořil Diptykas. Dále Suite (Lausanne) a Moins X (Bologna). Principem těchto sérií bylo posouvat hranice obvyklého rámování tím, že se nefotografuje obraz, ale meziobraz filmového pásu.
La Nuit cinéma, vydané v roce 2005 (Seuil), vypráví fiktivní formou, jak se toto dílo o kinematografii formovalo a vyvíjelo.
Vedle těchto kinematografických ukázek, které on sám nazývá "přestřely", umělec také pořizuje záběry oknem vlaku Stances (1996), rozdělené a převrácené obrazy Hypotheses (2005), přefotografované náčrty Dubliners Doubliners (2005), mozaiky obrazů pořízených den za dnem smíchané s jeho časopisem Agendas (2002 – 2012).
Od roku 2000 Éric Rondepierre méně cestoval a usadil se v Paříži. Vždy využívá již existující obrazy, ale dává je do dialogu s ostatními, které sám přijímá ve svém každodenním životě. Loupe/sleepers (1999 – 2002) ukazuje prsty držící lupu, přes kterou vidíme kousek filmu a v pozadí obrazu siluetu ženy v interiéru. Román o 156 000 postavách splétá každý z jedenácti obrázků této série. V Common Parts (2007), fotografie pořízené z jeho « Deníky » interakce s obrázky z němého kina.
V roce 2009 natočil osmiminutové video ( Manège ), kde vidíme filmovou postavu vcházet a odcházet z kavárny. Jeho vstup se shoduje s jeho výstupem. Éric Rondepierre má rád tyto rozpory, vždy na hranici rámce, mezi dvěma médii, dvakrát, jak ukazuje název jeho poslední série (Seuils, 2009).
Zdá se, že v tomto posledním období dílo nabylo na reflexivitě, součásti autobiografie (či autofikce ?) být stále viditelnější, a to jak v určitých obrazech Seuils, kde se umělec diskrétně objevuje, tak ve svých nejnovějších knihách (Placement, 2008, Très Rien sur Robert, 2008).
Samotné obrazové snímky DSL (2010–2013) jsou počítačové snímky filmových snímků procházejících filtrem digitální televize (DSL) zachycené v okamžiku, kdy selžou. A konečně, pomocí Pozadí (2013–2014) umělec rekonstruuje prostředí určitých filmů z obrázků převzatých z těchto filmů, které pak redistribuuje a homogenizuje do panoramatického formátu.
Je nepochybně paradoxní, že dílo instalované po dvě desetiletí v tak omezeném, mikroskopickém (filmový obraz o rozměrech 18 x 24 mm), až neviditelném poli zážitku je také «OTEVŘENO», polymorfní, s několika položkami, zkrátka vždy k objevení. Ať už mu přisuzujeme fotografický původ (Quentin Bajac), ať už jej zařazujeme do kinematografického (Dominique Paini), experimentálního (Hubert Damisch) pole, ať už jej spojujeme s historií malby nebo šířeji s obrazy (Thierry Lenain), zdůrazněme jeho humor (Denys Riout), jeho snový obsah (Daniel Arasse), jeho politický význam (Marie-José Mondzain), udělejme apel na literaturu (Jean-Max Colard), na situacionistickou odbočku (Evence Verdier), na freudovské dílo o paměti (Philippe Dubois), dílo zůstává na své ose s originalitou a svěžestí, které z něj činí tohoto umělce jeden z nejosobitějších a nejzáhadnějších umělců posledních patnácti let." (Komentář Bernarda).

### Od umělce
- Le Jour ou Laura est morte (Den, kdy Laura zemřela), Ed. Actes Sud, 1995 (text a fotografie).
- Moires, Paris, Ed. Filigranes, 1998 (text a fotografie).
- Apartes, Ed. Filigranes, 2001 (sborník textů).
- Contrebande, Trézelan, Ed. Filigranes, 2003 (text a fotografie).
- Carnets, éd. Léo Scheer, 2005 (text a fotografie).
- Toujours rien sur Robert, éd. Léo Scheer, coll. « Variations », 2005.
- La Nuit cinéma, Paris, Éditions du Seuil, coll. « Fiction & Cie », 2005 (fiction).
- Placement, Paris, Éditions du Seuil, coll. « « Fiction & Cie »), 2008 (récit).
- L’Hypothèse, éditions Publie.net, 2009 (text a portfolio).
- Le Voyeur, entretien avec Julien Milly, Paris, Édition De L’Incidence, 2015 (fotografie).
- Champs-Élysées, Paris, éditions Nonpareilles, 2015(text a fotografie).
- Confidential Report, Lyon, Le Bleu du ciel, 2017.
- F.I.J., Lille, éditions Nuits Myrtides, 2018.
- Double Feinte, Paris, Editions Tinbad, 2019 (essai).
- Laura est nue, Paris, Marest éditeur, 2020 (roman).
- EXIT, fictions réfléchies, Marest éditeur, 2023 (essai-fiction).

### O umělci
- Gigliola Foschi (text), Éric Rondepierre (fotografie), Enigma, Brescia (Italie), Éditions PACI-Contemporary, 2013.
- Pierre Guyotat, Daniel Arasse, Denys Riout, Jean-Max Colard, Thierry Lenain, Alain Jouffroy, Hubert Damisch a Marie-José Mondzain (texty), Éric Rondepierre (texte a photographie), Éric Rondepierre, Paris, Éditions Léo Scheer, 2003.
- André.S. Labarthe, Michelle Debat, Philippe Piguet, Dominique Noguez, Christian Caujolle, Jacques Henric, Jean-Louis Baudry, Dominique Païni, Arnaud Labelle-Rojoux, Jean-Claude Lemagny, Erik Bullot, Christian Gattinoni, Précis de décomposition, Paris, 1995.
- Catherine Millet a Jacques Rancière (texty), Éric Rondepierre (fotografie), Images secondes, Paris, éditions Loco, 2015.
- Dominique Païni (texte), Éric Rondepierre (fotografie), Désolé de saboter vos lignes, Éditions Filigranes, 2012.
- Denys Riout a Philippe Dubois (texty), Éric Rondepierre (fotografie), Éric Rondepierre, Paris, Ed. Espace J.Verne/ Galerie Michèle Chomette, 1993.
- Denys Riout (texte), Éric Rondepierre (fotografie), Seuils, Lyon, Éditions Libel, 2010.
- Éric Rondepierre (fotografie) (préface de Quentin Bajac), Parties communes, éditions Janvier/Léo Scheer, 2007.
- Extraits , Ed. SFP/779, 2001 (předmluva Régise Duranda, sbírka fotografií)